# Hahncappsia yucatanalis
Hahncappsia yucatanalis là một loài bướm đêm trong họ Crambidae.